# Amyne Ismail
Amyne Hassam Ismail, né le 1er novembre 1965 à Madagascar, est un dirigeant d'entreprise franco-malgache, d'origine indienne. Depuis 1998, il est directeur général de la société malgache Unima, spécialisée dans la pêche et l'aquaculture.

## Biographie

### Origines familiales
Amyne Hassam Ismail provient d'une famille aisée de la communauté indienne de Madagascar, dont l'arrivée à Madagascar remonte au milieu du XIXe siècle. Le fondateur de la dynastie, fils d'agriculteurs qui porte le nom de Barday (branche aujourd'hui cousine de celle des Ismail), arrive sur un boutre depuis le port de Porbandar, dans le courant des années 1850. Il est alors employé dans un comptoir faisant le lien avec l'Inde, l'Afrique australe et l'Arabie.
La famille Ismail développe ensuite une activité de commerce, consistant essentiellement à exporter des épices, du bois, du riz, et à importer des textiles. Aziz, père d'Amyne né à Madagascar et détenteur de la nationalité française, décide de se concentrer sur le textile. En 1957, il prend le contrôle d'une filature, La Cotonnière d'Antsirabe, avec son oncle Mamad. L'atelier comptera jusqu'à 50 000 postes de filature et 1 000 métiers à tisser.
En 1960, Aziz épouse une jeune Indienne, Nusrat, à Bombay. Amyne naît cinq ans plus tard, le 1er novembre 1965. Forte de ses succès dans le textile avec ce qui est devenu La Cotona, la famille décide de se diversifier et rachète en 1973 un petite entreprise de pêche à la crevette, Les Pêcheries de Nosy Be, du nom d'une île proche de Madagascar. La famille Ismail se sépare de ses activités cotonnières dans les années 1980 pour se tourner à 100 % vers l'aquaculture. L'entreprise prend alors le nom d'Unima.

### Carrière au sein d'Unima
Diplômé de l'ESSEC, une école de commerce parisienne, Amyne Ismail rejoint son père à Madagascar en 1989 pour travailler comme contrôleur de gestion au sein d'Unima, dans laquelle l'État malgache a conservé des participations, malgré la fin du régime socialiste,. Amyne Ismail opère plusieurs levées de fonds pour transformer Unima en filière intégrée de la production crevettière et succède à son père à la direction générale d'Unima en 1998,. Il développe notamment un centre de domestication et de sélection de géniteurs de crevettes, un centre de conditionnement et de cuisson en France, et inaugure la deuxième ferme aquacole d'Unima à Besalampy. Il s'engage aussi dans plusieurs actions comme le développement de l’élevage aquacole bio à Madagascar, la protection des forêts tropicales malgaches et dans divers projets philanthropiques,. Le groupe Unima exporte aujourd'hui 7 500 tonnes de crevettes par an vers l'Europe et le Japon et se place comme le premier fournisseur de devises du pays.

### Citations dans lesPanama Papers
Selon l'exploitation de documents issus des Panama Papers en 2018, Amyne Ismail et son père Aziz, dirigeants d'Unima, détiendraient depuis 2000 une société écran établie aux Îles Vierges britanniques. Celle-ci ferait partie d'un réseau de sociétés offshore domiciliées, entre autres, à Monaco et au Luxembourg et entre lesquelles circulent des millions de dollars produits par l'activité industrielle d'Unima,. Ce montage financier serait susceptible de permettre à Unima d'échapper à la taxation de ses bénéfices, par les services des impôts de Madagascar,.

### Pages connexes
- Unima
- Économie de Madagascar